# Николићи (породица)
Породица Јована Николића од Рудне, сина Теодора Николића од Рудне и Јелисавете Карамата, кћерке Атанасија Карамате и Јелисавете (Савке) Обреновић, друге кћерке књаза Милоша.

## Теодор Николић од Рудне
Теодор Николић од Рудне био је ожењен са Јелисаветом Карамата, кћерком Атанасија Карамате. Имали су сина Јована.
Николићи су имали атрибутив „од Рудне“, по имену њиховог имања, села Рудна у Банату, које се данас налази у Румунији у близини српско-румунске границе. У Рудни постоји конак Николића.

## Јован Николић од Рудне (1810—1880)
Земљепоседник Јован Николић од Рудне оженио се 16.10.1831. са Јелисаветом Савком Обреновић, кћерком књаз Милошевом. Аустријски цар Франц Јозеф му је 22. априла 1854. године поводом ступања на престо доделио титулу барона.
Њихова деца су Милош (умро 13.01.1863), Теодор (Федор), Милан, Михаило и Младен Николић.

## Теодор Николић од Рудне (1836—1903)
Барон Теодор Николић од Рудне (1836—1903), син Јована Николића од Рудне и Јелисавете Савке Обреновић, књаз Милошев унук, члан Матице српске, дугогодишњи члан угарског сабора, власник новина Српски дневник у Пешти, био је претендент на српски престо. 
Барон Теодор Николић од Рудне био је ожењен Вилхелмином Хирш (Wilhelmina Hirsch, Lwow (Lemberg) 27.6.1848). Имали су четворо деце: Јовану, Теодора, Јелисавету и Михелину.

### Теодор Николић од Рудне
Барон Теодор Николић од Рудне имао је сина такође Теодора Николића од Рудне рођеног у Бечу 1871.

### Барони Дука де Кадар
Јована Николић од Рудне (1870—1917), кћерка Теодора Николића од Рудне, књаз Милошева праунука удала се 1892. у Будимпешти за барона Гезу Дуку де Кадара (1867—1913), пореклом из српско-цинцарске породице Дука, потомка генерала, фелдцојгмајстера барона Петра Дуке од Кадара. Најпознатији члан породице Дука од (фон, де) Кадар, Петар Дука од Кадара рођен је у Осијеку 1756. а умро је у Бечу 1822. године. У чин пуковника унапређен је 1796, генерал-мајора 1800, фелдмаршал-лајтнанта 1801, а фелдцојгмајстера 1813. Борио се у ратовима против Наполеона. Титулу барона добио је 1815. Одликован је био војним орденом Марије Терезије (1794), орденом Леополда (1813), као и руским орденом Св. Александра Невског и Св. Ане 1. степена (1813).
Потребно је утврдити која је веза потомака Николе Дуке (рођ. 1714), који се из Београда преселио у Нови Сад, породице Дука де Хелдентал од 1833. и породице Дука де Кадар.

### Грофови Хардег ауф Глац унд им Махланде
Јелисавета Николић од Рудне, кћерка Теодора Николића од Рудне, књаз Милошева праунука удала се 1889. за грофа Еугена цу Хардег ауф Глац ун им Махланде (Gf Eugen zu Hardegg auf Glatz und im Machlande) (1873-1936).
Јелисавета Николић од Рудне, други пут се удала у Братислави 1911. за Мориц фон Ремица, а трећи пут у Бечу за Фрица Реску.

### Вих фон дер Ројт
Михелина Николић од Рудне (1882—1901), кћерка Теодора Николића од Рудне, књаз Милошева праунука удала се 1900. у Бечу за Лудвига Виха фон дер Ројта (Ludwig Wich von der Reuth).

## Михаило Николић од Рудне (1841—1916)
Барон Михаило Николић од Рудне (1841—1916) син Јована Николића од Рудне и Јелисавете Савке Обреновић, књаз Милошев унук, био је ожењен од 1877. до 1880. Маријаном Кински фон Вхиниц унд Тетау (Marianne Kinsky von Wchinitz und Tettau, 1854-1938), из кнежевске гране породице Кински. Развели су се.

## Сродство
Николићи од Рудне су били у сродству са Обреновићима, Бајићима, као и аустроугарском кнежевском породицом Кински фон Вхиниц унд Тетау.